# Gaylactic Spectrum Award
Der Gaylactic Spectrum Award oder auch Gaylactic Network Spectrum Award ist ein nordamerikanischer Literaturpreis, der seit 1999 für Werke aus den Bereichen der Science-Fiction-, Fantasy- und Horrorliteratur verliehen wird, die sich in positiver Form mit LGBT-Themen auseinandersetzen. Der Preis wurde bislang meist bei der Gaylaxicon vergeben, einer Ostküsten-LGBT-SF&F-Convention. Anfangs war die vergebende Institution das Gaylactic Network, eine nordamerikanische SF&F-Fandom-Gruppe aus dem LGBT-Bereich. Seit 2002 wurde die Aufgabe der eigens gegründeten Gaylactic Spectrum Awards Foundation übergeben.
Die Preise wurden bislang in folgenden Kategorien vergeben:
- Novel: Romane, allgemein längere Texte
- Short Fiction: Kurzgeschichte, Novelle, Erzählung, allgemein kürzere Texte
- Other Work: Werke, die von den im jeweiligen Jahre vergebenen Kategorien nicht erfasst werden, zum Beispiel Film, Graphic Novels etc.
- Comic Book / Graphic Novel: grafische Erzählungen, bislang nur 2003 vergeben
- People’s Choice Award: der Sieger wird von den Teilnehmern der Convention bestimmt, bei der der Preis vergeben wurde
- Special Achievement: bislang nur 2001 an Samuel R. Delany vergeben
- Hall of Fame: wegweisende Werke mit LGBT-Themen, von der Jury unabhängig vom Erscheinungsjahr vergeben

Die Kategorien wechselten im Lauf der Jahre. Nur in der Kategorie Novel wurde durchgängig jedes Jahr ein Preis vergeben.
Der Gewinner erhält neben der Trophäe, auf der sich eine Spiralgalaxie befindet (Logo der Organisation), ein kleines finanzielles Stipendium. Die Kosten des Preises werden von individuellen Spenden und Fundraiseaktionen getragen.

## Liste der Preisträger
| Kategorie                          | Autor                                                                                      | Titel                                                                                    |
| 2018                               | 2018                                                                                       | 2018                                                                                     |
| ---------------------------------- | ------------------------------------------------------------------------------------------ | ---------------------------------------------------------------------------------------- |
| Novel                              | Ellen Klages                                                                               | Passing Strange                                                                          |
| 2017                               |                                                                                            |                                                                                          |
| Novel                              | Heather Rose Jones                                                                         | Mother of Souls                                                                          |
| 2016                               |                                                                                            |                                                                                          |
| Novel                              | Ian McDonald                                                                               | Luna: New Moon                                                                           |
| 2015                               |                                                                                            |                                                                                          |
| Novel                              | Melissa Scott                                                                              | Fairs’ Point                                                                             |
| 2014                               |                                                                                            |                                                                                          |
| Novel                              | Melissa Scott, Amy Griswold                                                                | Death by Silver                                                                          |
| 2013                               |                                                                                            |                                                                                          |
| Novel                              | Madeline Miller                                                                            | The Song of Achilles                                                                     |
| 2012                               |                                                                                            |                                                                                          |
| Novel                              | John A. Pitts                                                                              | Honeyed Words                                                                            |
| 2011                               |                                                                                            |                                                                                          |
| Novel                              | Kathe Koja                                                                                 | Under the Poppy                                                                          |
| 2010                               |                                                                                            |                                                                                          |
| Novel                              | Richard K. Morgan                                                                          | The Steel Remains                                                                        |
| Short Fiction                      | Hal Duncan                                                                                 | The Behold of the Eye                                                                    |
| Short Fiction                      | Melissa Scott                                                                              | The Rocky Side of the Sky                                                                |
| 2009                               |                                                                                            |                                                                                          |
| Novel                              | Elizabeth Bear                                                                             | The Stratford Man (Hell and Earth/Ink and Steel)                                         |
| 2008                               |                                                                                            |                                                                                          |
| Novel                              | Ginn Hale                                                                                  | Wicked Gentlemen                                                                         |
| Short Fiction                      | Joshua Lewis                                                                               | Ever So Much More than Twenty                                                            |
| 2007                               |                                                                                            |                                                                                          |
| Novel                              | Hal Duncan                                                                                 | Vellum                                                                                   |
| Short Fiction                      | Joy Parks                                                                                  | Instinct                                                                                 |
| Short Fiction                      | David Gerrold                                                                              | In the Quake Zone                                                                        |
| Short Fiction                      | Christopher Barzak                                                                         | The Language of Moths                                                                    |
| Other Work                         | Russell T. Davies et al.                                                                   | Torchwood                                                                                |
| Other Work                         | James McTiegue et al.                                                                      | V for Vendetta                                                                           |
| Other Work                         | Richard Labonté, Lawrence Schimel (Hrsg.)                                                  | The Future Is Queer                                                                      |
| 2006                               |                                                                                            |                                                                                          |
| Novel                              | Karin Lowachee                                                                             | Cagebird                                                                                 |
| 2005                               |                                                                                            |                                                                                          |
| Novel                              | Laurie Marks                                                                               | Earth Logic                                                                              |
| Short Fiction                      | Richard Hall                                                                               | Country People                                                                           |
| 2004                               |                                                                                            |                                                                                          |
| Novel                              | Nalo Hopkinson                                                                             | The Salt Roads                                                                           |
| Short Fiction                      | Barth Anderson                                                                             | Lark Till Dawn, Princess                                                                 |
| Other Work                         | Greg Rucka, Michael Lark                                                                   | Gotham Central #6 – 10 (Half a Life)                                                     |
| Other Work                         | Tony Kushner                                                                               | Angels in America                                                                        |
| 2003                               |                                                                                            |                                                                                          |
| Novel                              | Laurie J. Marks                                                                            | Fire Logic                                                                               |
| Short Fiction                      | Sarah Monette                                                                              | Three Letters from the Queen of Elfland                                                  |
| Comic Book / Graphic Novel         | Judd Winnick                                                                               | Green Lantern: Hate Crime #154 & 155                                                     |
| Comic Book / Graphic Novel         | The Authority #28 & 29                                                                     |                                                                                          |
| Other Work                         | Michael Rowe (Hrsg.)                                                                       | Queer Fear II                                                                            |
| Hall of Fame                       | Ursula K. Le Guin                                                                          | The Left Hand of Darkness                                                                |
| Hall of Fame                       | Suzy McKee Charnas                                                                         | The Holdfast Chronicles                                                                  |
| Hall of Fame                       | Diane Duane                                                                                | The Tale of the Five (series)                                                            |
| Hall of Fame                       | Melissa Scott                                                                              | Shadow Man                                                                               |
| 2002                               |                                                                                            |                                                                                          |
| Novel                              | Hugh Nissenson                                                                             | The Song of the Earth                                                                    |
| Short Fiction                      | Alexis Glynn Latner                                                                        | Kindred                                                                                  |
| Other Work                         | Nicola Griffith, Stephen Pagel (Hrsg.)                                                     | Bending the Landscape: Horror                                                            |
| Hall of Fame                       | Samuel R. Delany                                                                           | Dhalgren                                                                                 |
| Hall of Fame                       | Geoff Ryman                                                                                | Was                                                                                      |
| Hall of Fame                       | Alpha Flight #106                                                                          |                                                                                          |
| Hall of Fame                       | Joanna Russ                                                                                | The Female Man                                                                           |
| 2001                               |                                                                                            |                                                                                          |
| Novel                              | David Gerrold                                                                              | Jumping Off the Planet                                                                   |
| Other Work & People’s Choice Award |                                                                                            | Buffy the Vampire Slayer (Fernsehserie)                                                  |
| Special Achievement                | Samuel R. Delany                                                                           |                                                                                          |
| Hall of Fame                       | Francesca Lia Block                                                                        | Dangerous Angels: The Weetzie Bat Books                                                  |
| Hall of Fame                       | Arthur C. Clarke                                                                           | Imperial Earth                                                                           |
| Hall of Fame                       | Mary Doria Russell                                                                         | The Sparrow/Children of God                                                              |
| 2000                               |                                                                                            |                                                                                          |
| Novel                              | Peg Kerr                                                                                   | The Wild Swans                                                                           |
| Novel                              | Keith Hartman                                                                              | The Gumshoe, the Witch, and the Virtual Corpse                                           |
| Short Fiction                      | Eleanor Arnason                                                                            | Dapple: A Hwarhath Historical Romance                                                    |
| Other Work                         |                                                                                            | Being John Malkovich                                                                     |
| Hall of Fame                       | Nicola Griffith                                                                            | Slow River                                                                               |
| Hall of Fame                       | Theodore Sturgeon                                                                          | The World Well Lost                                                                      |
| Hall of Fame                       | Ellen Kushner                                                                              | Swordspoint                                                                              |
| Hall of Fame (Media)               |                                                                                            | The Rocky Horror Picture Show                                                            |
| Hall of Fame (Media)               | Zurück in die Vergangenheit: Ein Kampf auf Leben und Tod (Episode 4×12, Running for Honor) |                                                                                          |
| People’s Choice Award              | Keith Hartman                                                                              | The Gumshoe, the Witch, and the Virtual Corpse                                           |
| 1999                               |                                                                                            |                                                                                          |
| Novel                              | Stephen Leigh                                                                              | Dark Water’s Embrace                                                                     |
| Novel                              | Anne Harris                                                                                | Accidental Creatures                                                                     |
| Other Work                         | Nicola Griffith, Stephen Pagel (Hrsg.)                                                     | Bending the Landscape: Science Fiction                                                   |
| Hall of Fame                       | Eric Garber & Lyn Paleo (Hrsg.)                                                            | Uranian Worlds: A Reader’s Guide to Alternative Sexuality in Science Fiction and Fantasy |
| Hall of Fame                       | Maureen F. McHugh                                                                          | China Mountain Zhang                                                                     |
| People’s Choice Award              | Melissa Scott                                                                              | Shadow Man                                                                               |